# Moytirra East

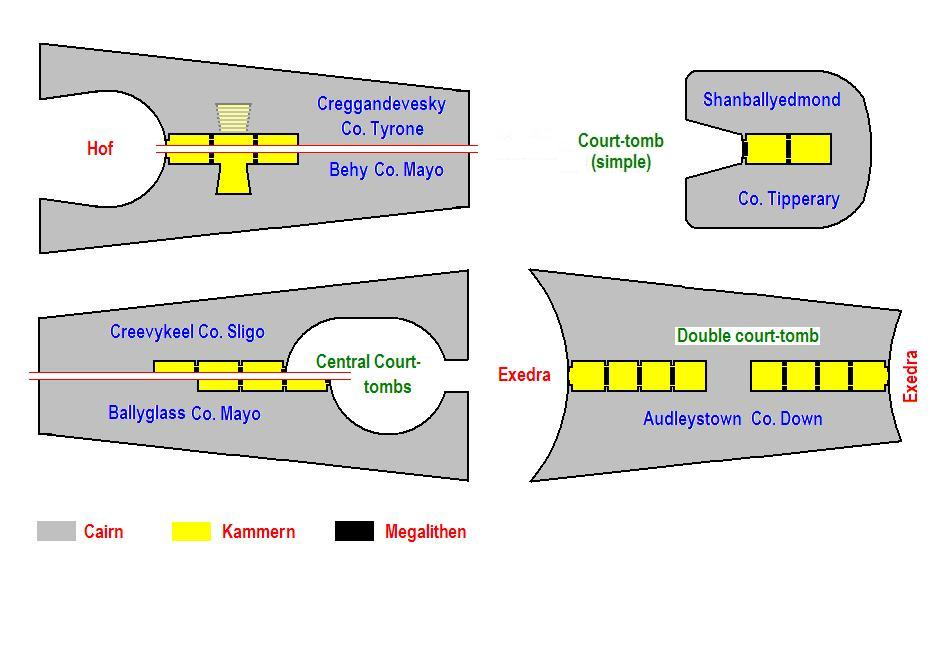
Formen von Court Tombs – Moytirra entspricht in etwa der Darstellung links oben

Das Court Tomb von Moytirra East (irisch Maigh Tuireadh Thoir, von altirisch Mag Tured [ˈmaɣˠ ˈturˠeð]; deutsch „Ebene der Säulen“; lokal als Giant’s grave bekannt), liegt in Ballyfarnan, östlich des Lough Arrow im County Sligo in Irland. Court Tombs gehören zu den megalithischen Kammergräbern (englisch chambered tombs) in Irland und Großbritannien. Sie werden mit etwa 400 Exemplaren nahezu ausschließlich in Ulster im Norden der Republik Irland beziehungsweise in Nordirland gefunden. 
Der U-förmige etwa 7,0 m lange offene Hof im Nordosten führt zu einer gut erhaltene Galerie von etwa 13,0 m Länge und 2,9 bis 1,5 m Breite mit vier Kammern. Die Eintrittssteine der Galerie hatten zugleich die Funktion als mittlere Steine des Hofes, von dem nur ein Orthostat auf der westlichen Seite und zwei auf der östlichen Seite des Hofes überlebten. Am äußeren Ende dieser Hofseite liegt ein bemooster Stein und im rechten Winkel dazu ein anderer niedriger Stein, die offenbar Teile der Fassade waren. Ein Stein im Eingang der Galerie teilt diese in zwei Teile und ein weiterer Stein schließt die östliche Hälfte des Eintrittsspaltes. Die Trennungen zwischen den ersten drei Kammern erfolgten durch Einzelsteine (üblich sind beidseitige Steine), die dritte und vierte Kammer sind durch einen Schwellenstein (englisch sillstone) getrennt. Die Seitensteine der Kammern und der Endstein der Galerie überlebten intakt und es gibt Spuren eines Hügels um die Struktur.
In der Nähe liegt die Megalithanlage von Ballindoon.